# Noelia Sánchez
Pour les articles homonymes, voir Sánchez.
Noelia Sánchez est une joueuse de volley-ball espagnole, née le 15 février 1982 à Monforte de Lemos (province de Lugo). Elle mesure 1,82 m et joue au poste de réceptionneuse-attaquante. Elle totalise 38 sélections en équipe d'Espagne.

## Clubs
| Club                        | De        | À         |
| --------------------------- | --------- | --------- |
| A.D. A Pinguela             | 1999-2000 | 2005-2006 |
| Club Voleibol Alicante 2000 | 2006-2007 | 2006-2007 |
| Universidad de Burgos       | 2007-2008 | 2007-2008 |
| A.D. A Pinguela             | 2008-2009 | 2009-2010 |
| Club Voleibol Torrelavega   | 2010-2011 | 2010-2011 |
| Club Voleibol Haro          | 2011-2012 | 2012-2013 |
| Club Voleibol Murillo       | 2013-2014 | 2014-2015 |
| Club Voleibol Haris         | 2015-2016 | 2015-2016 |
| Club Voleibol Ciutadella    | 2016-2017 | …         |

## Palmarès
- Championnat d'Espagne
  - Vainqueur : 2013, 2014, 2015.
  - Finaliste : 2012,  2016.
- Copa de la Reina
  - Vainqueur : 2012, 2013, 2014, 2015.
  - Finaliste : 2020.
- Supercoupe d'Espagne
  - Vainqueur : 2012, 2014.